# فيليس أيزنشتاين
فيليس أيزنشتاين (بالإنجليزية: Phyllis Eisenstein)‏ (26 فبراير 1946، شيكاغو في الولايات المتحدة)؛ كاتِبة، سيناريست وروائية أمريكية.

## روابط خارجية
- فيليس أيزنشتاين على موقع IMDb (الإنجليزية)
- فيليس أيزنشتاين على موقع ميوزك برينز (الإنجليزية)